# Kutchin
Kutchin (Loucheux), kolektivni naziv indijanskim plemenima porodice Athapaskan nastanjenim kroz unutrašnjost Aljaske i teritorije Yukona i Sjeverozapadnih Teritorija, napose duž rijeka Yukon i njenih pritoka, te duž donje Mackenzie i bazena Pell Rivera. Niz njihovih plemena je nestalo a predstavljaju ih: Dihai-kutchin, Kutcha-kutchin, Kwitchakutchin, Nakotcho-kutchin, Natsit-kutchin, Takkuth-kutchin, Tatlit-kutchin, Tennuth-kutchin, Tranjik-kutchin, Trotsikkutchin, i Vunta-kutchin. Hankutchin ili Han i Tutchonekutchin ili Tutchone, također ponekad uključuju u Kutchine. Zajednički ova plemena često su nazivana i Loucheux. Kutchini su poznati po svojoj ratobornosti, ali i ekstremnoj gostoljubivosti, znajući često gosta zadržati nekoliko tjedana. Kutchini kulturno pripadaju subarktičkom području lovaca na sobove, prakticiraju poligamiju, a prenaseljenost su sprječavali ubijanjem ženske djece. Društvo Kutchina poznaje sustav triju stupnjeva ili klasa, što L. H. Morgan smatra pogrešnim Gibbsovim (George Gibbs) tumačenjem totema. Ove klase po istom izvoru su egzogamne, dok je poglavica mogao uzeti za ženu pripadnicu najniže klase, a da pri tome ne izgubi položaj i rang u društvu. Prvi bijelac koji ih je posjetio vjerojatno je 1789. bio Sir Alexander Mackenzie. Njihova populacija 1956 procjenjena je na 1500; 1100 (1970).

## Vanjske poveznice
- Kutchin Indian Tribe History
- Loucheux
- Cornelius Osgood, Kutchin Tribal Distribution